# おいらせ農業協同組合
おいらせ農業協同組合（おいらせのうぎょうきょうどうくみあい）は、青森県三沢市に本店を置く農業協同組合。略称JAおいらせ。

## 沿革
- 2001年（平成13年）4月 - 三沢市・六戸町の2農協が新設合併し、おいらせ農業協同組合が発足。

## 店舗
三沢市
- 本店 - 三沢堀口16-7

上北郡六戸町

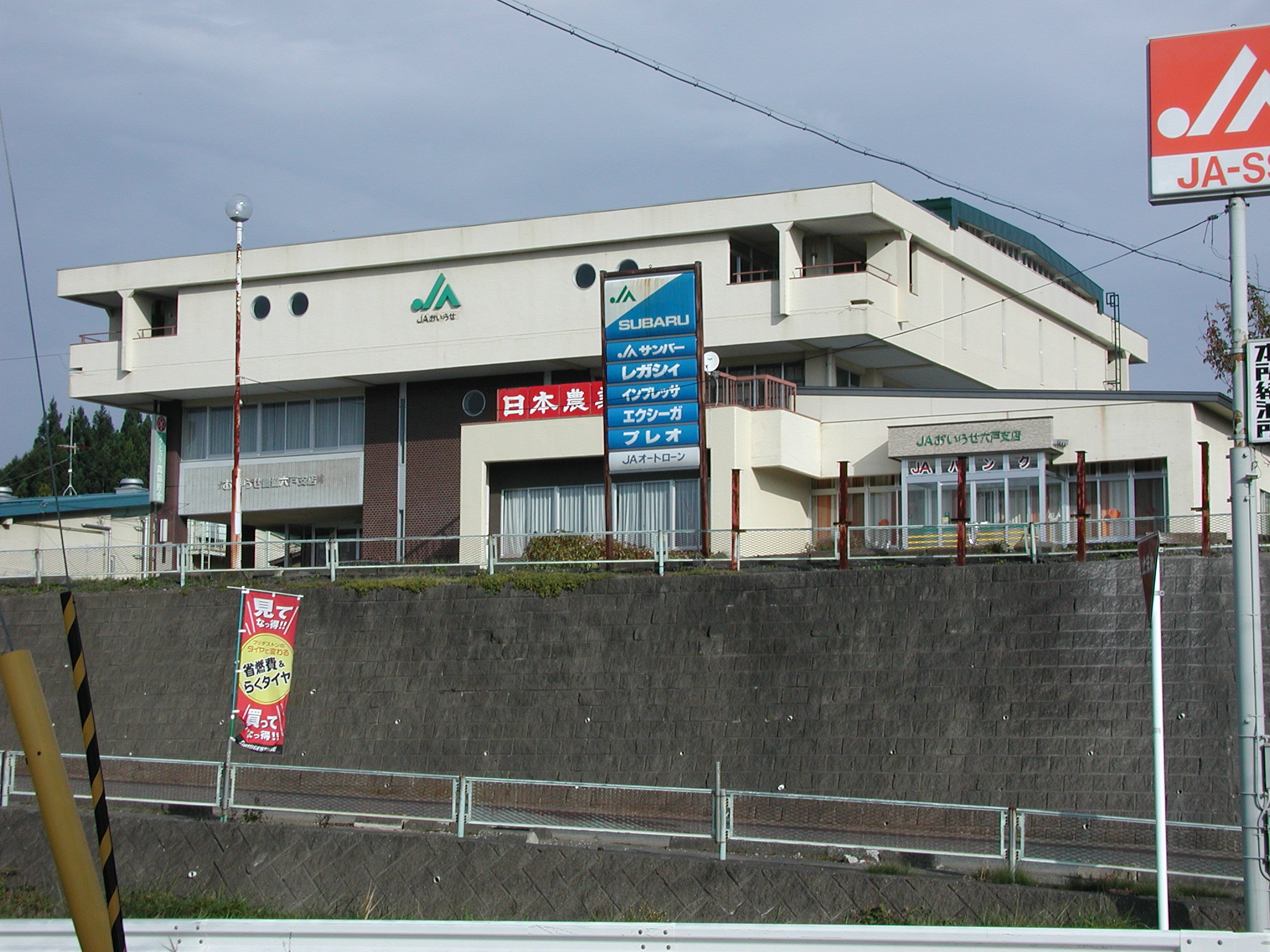
六戸支店 - 犬落瀬柴山2-62

- 六戸支店

## 主な作物
- ゴボウ
- 長いも
- ニンジン
- ニンニク
- 大根
- ジャガイモ（馬鈴薯） など